# Idiocera (Idiocera) gorokana
Idiocera (Idiocera) gorokana is een tweevleugelige uit de familie steltmuggen (Limoniidae). De soort komt voor in het Australaziatisch gebied.